# Malene Sølvsten
Malene Sølvsten (* 20. September 1977 in Hjørring; † 20. Oktober 2024) war eine dänische Autorin. Ihre Veröffentlichungen sind der Kinder- und Jugendliteratur sowie dem Fantasygenre zuzuordnen.

## Leben
Malene Sølvsten war zunächst Hebamme. Später studierte sie an der Copenhagen Business School und schloss 2010 ihr Studium mit dem Master in Internationaler Wirtschaft und Handel ab. Zu Beginn ihrer literarischen Karriere arbeitete Sølvsten für das dänische Finanzministerium.
Sølvsten begann im Erwachsenenalter, einen Fantasy-Roman zu schreiben. Auf Anregung ihrer Mutter hin schickte sie das Manuskript an einen Verlag, woraufhin ihr erster Roman Ravnenes hvisken, Bog 1 (dt. Ansuz – Das Flüstern der Raben) in Dänemark veröffentlicht wurde. Daraufhin folgten fünf weitere Bücher, die im selben Fantasyuniversum spielten. Einige Bücher dieser Reihe wurden auch ins Englische und Deutsche übersetzt. Für die Übersetzung ihres ersten Romans gewann sie 2022 den Buxtehuder Bullen. Außerdem schrieb Sølvsten mit Spående vølve ein Buch, in dem Geschichten der Nordischen Mythologie neu erzählt werden.
In ihren letzten Jahren arbeitete Sølvsten hauptberuflich als Autorin. Sie starb im Alter von 47 Jahren nach einer kurzen Krankheit.

## Werk

### Revnenes hvisken-Reihe
- Ravnenes hvisken, Bog 1 (Ansuz). Carlsen, Kopenhagen 2016
  - Ansuz – Das Flüstern der Raben (1). Aus dem Dänischen von Franziska Hüther und Justus Carl. Arctis ein Imprint der Atrium Verlag AG, Zürich 2021, ISBN 978-3-03880-147-4.
- Ravnenes hvisken, Bog 2 (Fehu). Carlsen, Kopenhagen 2017
  - Fehu – Das Flüstern der Raben (2). Aus dem Dänischen von Dagmar Lendt und Dagmar Mißfeldt. Arctis ein Imprint der Atrium Verlag AG, Zürich 2022, ISBN 978-3-03880-056-9.
- Ravnenes hvisken, Bog 3 (Mannaz). Gyldendal, Kopenhagen 2018
  - Mannaz – Das Flüstern der Raben (3). Aus dem Dänischen von Dagmar Lendt und Dagmar Mißfeldt. Arctis ein Imprint der Atrium Verlag AG, Zürich 2022, ISBN 978-3-03880-162-7.
- Verden styrter. Gyldendal, Kopenhagen 2018
  - Sturz der Welt – Das Flüstern der Raben (4). Aus dem Dänischen von Dagmar Mißfeldt. Arctis ein Imprint der Atrium Verlag AG, Zürich 2023, ISBN 978-3-03880-174-0.
- Livets blod. Gyldendal, Kopenhagen 2019
  - Blut des Lebens – Das Flüstern der Raben (5). Aus dem Dänischen von Dagmar Lendt und Dagmar Mißfeldt. Arctis ein Imprint der Atrium Verlag AG, Zürich 2023, ISBN 978-3-03880-180-1.
- Høstnat: En Ravnenes hvisken-fortælling. Gyldendal, Kopenhagen 2024

### Andere Werke
- Spående Vølve. Gyldendal, Kopenhagen 2023

## Auszeichnungen (Auswahl)
- Edvard P. prisen 2018[7]
- Buxtehuder Bulle 2022 für Ansuz – Das Flüstern der Raben[5]